# Гребе, Герман Фридрих
Герман Фридрих Гребе (19 июня 1900, Грефрат, ныне Северный Рейн-Вестфалия — 17 апреля 1986 г.) — немецкий управляющий компании и инженер. Один из важных свидетелей Холокоста, праведник.

## Биография
Родом из бедной семьи ткача. В 1924 г. женился и вскоре завершил инженерное образование.
В 1933 г. вступил в НСДАП, однако уже в следующем году выступил с открытой критикой политики в отношении евреев, за что несколько месяцев находился в заключении. После этого работал в строительной компании Юнга. В 1938 г. направлен на строительство Западного вала, а с 1941 г. направлен Организацией Тодт на оккупированную территорию Украины. Как глава представительства фирмы «Юнг» в г. Здолбунов, ответственный за строительство на всей территории Волыни, занимался подбором строительных рабочих, среди которых было много евреев.
13 июля 1942 г. стал свидетелем массовой казни евреев нацистами в Ровенском гетто, при этом ему удалось спасти около 150 человек, которых он под предлогом необходимости строительных работ направил в Здолбунов. Со временем ему удалось перевезти в Полтаву группу евреев (Тадеуш Глас с женой и сыном, Альбина Вольф и её дочь Люция, Барбара Фауст, Китти Гродецка и другие), где им удалось дождаться прихода Красной армии.
2 октября 1942 г. присутствовал при казни около 5000 евреев в г. Дубно. После войны он оставил письменное свидетельство об увиденном.
Ещё одним свидетелем массовых казней в октябре 1942 года в Дубно был немецкий офицер Аксель фон дем Буше, который, травмированный увиденным, в 1943 году присоединился к группе немецкого сопротивления вокруг Клауса фон Штауффенберга и принял участие в безуспешном покушении на Адольфа Гитлера в ноябре 1943 г.
В сентябре 1944 г. Гребе перешёл линию фронта и со своими сотрудниками сдался американцам, которых консультировал по поводу устройства Западного вала. в строительстве которого он принимал участие. Продолжил сотрудничество с американскими оккупационными властями в послевоенный период.
С февраля 1945 по осень 1946 гг. Гребе активно сотрудничал с отделом по расследованию военных преступлений, и представил важные показания на процессе над айнзатцгруппами, одном из последующих Нюрнбергских процессов, что привело к его травле со стороны многих соотечественников. Чтобы избежать преследований, Гребе перевёз свою семью в Сан-Франциско в 1948 году, где он жил до своей смерти в 1986 году.
В Германии один из бывших участников айнзацгрупп (Георг Маршалл), против которого Гребе свидетельствовал после войны, в 1960-е г. добился выдвижения встречных судебных обвинений в лжесвидетельстве, из-за чего Гребе до конца жизни не мог приехать в Германию. Обвинения были сняты посмертно.
Яд ва-Шем удостоил Германа Гребе звания «Праведник народов мира». В его честь назван Переулок Фрица Гребе в Золингене.